# 엠 (타이포그래피)

금속활자에서 em은 금속활자체의 높이를 말한다. (이 삽화에서 c의 치수)

엠(em)은 타이포그래피의 단위중 하나이다. 이 단위는 현재의 글꼴의 포인트 크기와 연동하여 문자의 너비와 높이의 비율을 정의한다. 1em은 현재 사용되는 글꼴의 12포인트 크기의 대문자 "M"의 너비를 기준으로 정해진다.

## 같이 보기
- 포인트
- 엔 (타이포그래피)(en)